# 488 a.C.

## Eventos
- 73a olimpíada: Astíalo de Crotona, vencedor do estádio. Ele venceria novamente nas duas próximas olimpíadas.[1]
- Espúrio Náucio Rutilo e Sexto Fúrio Medulino Fuso, cônsules romanos.